# Combined Task Force 151
A Combined Task Force 151 (magyarul: 151-es „kombinált csapásmérő kötelék”, röviden CTF–151) többnemzeti haditengerészeti csapásmérő kötelék, melyet 2009-ben hoztak létre az Adeni-öbölben és Szomália keleti partja térségében sorozatosan végrehajtott kalóztámadások visszaszorítása értekében. Az alakulat 2009. január 8-án jött létre a Combined Maritime Forces (CMF) vezetésével. A kötelék elsődleges feladata, hogy megzavarják a kalóz- és fegyveres rablásokat a tengereken, valamint a regionális és más partnerekkel építsenek ki és fejlesszék a védelmi képességeket a globális tengeri kereskedelem és a biztonságos hajózás területén. A kötelék együttműködik az Európai Unió által létrehozott Atalanta hadműveletében és a NATO Ocean Shield hadműveletében részt vevő egységekkel. Hasonló feladatkörrel hozták létre mint korábban a Combined Task Force 150-et, amely az Indiai-óceán térségében lát el kalózellenes tengeri műveleteket.

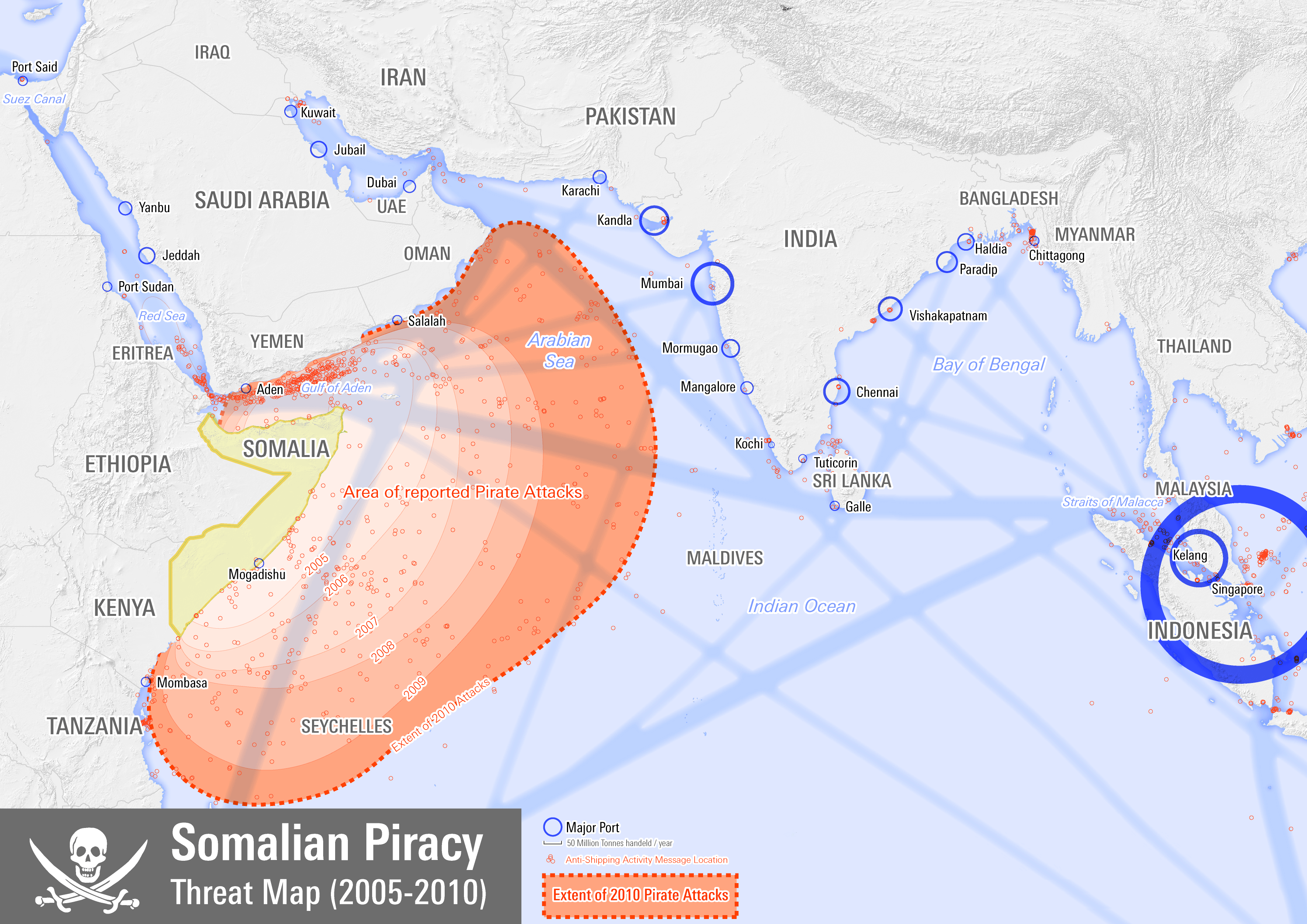
A 2005. és 2010. között regisztrált kalóztámadások helyszínei

Kezdetben több mint húsz ország haditengerészete rendelt hajóegységeket a kötelékbe, a teljes műveleti képességeit 2009. január közepén érték el. A kötelék első parancsnoka Terence „Terry” McKnight ellentengernagy (rear admiral) volt. A CMF 2008 augusztusában kitűzött a térségben egy biztonsági zónát (Maritime Security Patrol Area, MSPA), amely az alakulat műveleti területe lett. Ez kiterjedt az Ádeni-öbölre, az Ománi-öbölre, az Arab-tengerre, a Vörös-tengerre és az Indiai óceánra. Az alapprobléma már az Enduring Freedom hadművelet idején is fennállt, amely miatt a CTF–150 megszervezésre került. Ekkor a kötelék feladata a tengeri biztonsági műveletek (maritime security operations, MSO) ellátása volt a későbbi MSPA térségében, beleértve a destabilizált térségekben tevékenykedő drog- és fegyvercsempészek elrettentését, tevékenységi lehetőségük szűkítését. A CTF–151 a CTF–150-nel párhuzamosan működik, azonban elsődleges feladata a kalóztevékenységek csökkentése, minimalizálása.
2013 szeptemberében a csapásmérő kötelék hat hajóegységből állt, melyeket Ausztrália, Pakisztán, Dél-Korea, Törökország, az Egyesült Királyság és az Egyesült Államok haditengerészetei delegáltak, a brit Jeremy Blunden parancsnok (commodore) vezetése alatt. Zászlóshajója a RFA Fort Victoria volt. A térségben véghezvitt kalóztámadások a 2010-ben jelentett „több mint 170”-ről 2013-ban már csak „egy maroknyi”-ra csökkent.